# Gammiella rugosa
Gammiella rugosa är en bladmossart som beskrevs av Pierre Tixier 1977. Gammiella rugosa ingår i släktet Gammiella och familjen Sematophyllaceae. Inga underarter finns listade i Catalogue of Life.